# Chirostoma
Chirostoma – rodzaj ryb z rodziny Atherinopsidae.

## Klasyfikacja
Gatunki zaliczane do tego rodzaju:
| - Chirostoma aculeatum - Chirostoma arge - Chirostoma attenuatum - Chirostoma bartoni - Chirostoma breve - Chirostoma chapalae - Chirostoma charari - Chirostoma compressum - Chirostoma consocium - Chirostoma contrerasi - Chirostoma estor - Chirostoma grandocule | - Chirostoma humboldtianum - Chirostoma jordani - Chirostoma labarcae - Chirostoma lucius - Chirostoma melanoccus - Chirostoma mezquital - Chirostoma patzcuaro - Chirostoma promelas - Chirostoma reseratum - Chirostoma riojai - Chirostoma sphyraena |